# Генрі Воррен Гартсфілд
Генрі Воррен «Генк» Гартсфілд (англ. Henry Warren «Hank» Hartsfield; 21 листопада 1933, Бірмінгем, штат Алабама — 17 липня 2014) — астронавт НАСА. Здійснив три космічних польоти: як пілот на шатлі «Колумбія» STS-4 (1982), як командир на шатлі «Діскавері» STS-41-D (1984) та як командир екіпажу на шаттлі «Челенджер» STS-61-A (1985).

## Народження і освіта
Народився в місті Бірмінгем, штат Алабама. У 1950 році закінчив середню школу в Бірмінгемі. У 1954 році закінчив Університет Оберна в Алабамі і здобув ступінь бакалавра наук з фізики. Дипломну роботу з фізики виконував в Університеті Дьюка, з астрономії — в Технологічному інституті ВПС. У 1971 році в Університеті Теннессі здобув ступінь магістра наук у галузі прикладних наук. У 1986 році здобув ступінь почесного доктора наук в Університеті Оберна.

## Військова кар'єра
Під час навчання в Університеті пройшов підготовку за програмою офіцерів запасу. 14 червня 1955 вступив на дійсну службу у ВПС США. Пройшов підготовку в Школі офіцерів ескадрильї. Його першим призначенням як стройового льотчика стала п'ятьдесят третя тактична винищувальна ескадрилья, що базується в Бітбурзі, у Німеччині, де Хартсфілд служив у 1961—1964 роках. У 1965 році закінчив аерокосмічну школу пілотів-дослідників на авіабазі Едвардс у Каліфорнії. До моменту зарахування в загін астронавтів пілотованої орбітальної лабораторії (ПОЛ) працював інструктором у Школі. Військові звання: другий лейтенант ВПС (1954.06.05), капітан ВПС (в 1966 році), полковник ВВС. У серпні 1977 року вийшов у відставку. Загальний наліт становить понад 7400 годин, з них близько 6150 годин на реактивних літаках, у тому числі F-86, F-100, F-104, F-105, F-106, T-33 і T-38.

## Космічна підготовка
17 червня 1966 був одним з п'яти пілотів, відібраних за програмою ПОЛ ВПС (другий набір за програмою ПОЛ). Залишався в загоні до закриття програми в червні 1969 року. Після розформування загону ПОЛ, в серпні 1969 року був зарахований до загону астронавтів НАСА у складі 7-го набору. Пройшов курс загальнокосмічної підготовки. Входив до резервного екіпажу корабля «Аполлон-16» і корабля «Аполлон-19», старт якого був запланований на грудень 1973 року, але був скасований у вересні 1970 року. Був оператором зв'язку з екіпажем під час польотів кораблів «Аполлон» до Місяця. Пізніше входив до екіпажу підтримки всіх трьох експедицій на станцію Скайлаб. Після початку робіт за програмою Спейс Шаттл пройшов підготовку як пілот шаттла. Був призначений пілотом дублюючого екіпажу на другий і третій випробувальний політ шаттла Колумбія.

## Після польотів
У 1986—1987 роках — заступник начальника Відділу астронавтів НАСА, в 1987—1989 роках працював заступником начальника Космічного центру імені Джонсона з управління льотними екіпажами. У 1989 році — у Відділі космічних польотів в штаб-квартирі НАСА, де був директором з питань інтеграції технічних засобів. Займався питаннями створення орбітальної станції і вироблення вимог до системи Спейс шаттл. У 1990 році був заступником начальника Відділу проектування космічної станції в Центрі космічних польотів імені Маршалла в Алабамі. З 1991 по грудень 1993 Хартсфілд був керівником робіт на фазі проектування орбітальної станції в конфігурації відвідування у Відділі проєктування орбітальної станції «Фрідом» в космічному центрі імені Л. Джонсона. З грудня 1993 по вересень 1996 очолював комісію з незалежного аналізу проєкту створення Міжнародної космічної станції. У грудні 1996 року був призначений директором комісії з незалежного аналізу проекту «Дослідження та освоєння космічного простору». Після відходу з НАСА працював віце-президентом Відділу авіакосмічної техніки в корпорації «Raytheon Technical Services Co.», в Х'юстоні.